# Lo Chen-Jung
Detta är ett kinesiskt namn; familjenamnet är Lo.
Lo Chen-Jung (förenklad kinesiska: 罗振荣; traditionell kinesiska: 羅振榮; pinyin: Luó Zhènróng), född den 30 november 1961 i Taitung på Taiwan, är en före detta basebollspelare (pitcher) som tog silver vid olympiska sommarspelen 1992 i Barcelona.